# Teen Beach 2
Teen Beach 2 é um filme original do Disney Channel, lançado em 2015. Foi protagonizado por Ross Lynch e Maia Mitchell, e é uma sequência de Teen Beach Movie. Estreou no Disney Channel nos Estados Unidos em 26 de junho, no Disney Channel no Brasil dia 12 de julho, e no Disney Channel em Portugal dia 4 de julho.

## Sinopse
Brady e McKenzie (Mack) estão ansiosos para a volta as aulas. Porém, Brady se desentende com Mack pois um jovem está dando em cima dela. Leila e Tanner aparecerem no mundo atual e logo depois os seus amigos vão à procura deles pois se eles não voltarem para o seu mundo, personagens desaparecerão e o filme deixará de existir.
No fim do filme, todos os personagens desapareceram restando só Tanner e Leila. Brady e Mack tentam ajudá-los a regressar, mas não chegam a tempo e a única solução é criar um novo filme. Brady e Mack deixam de se conhecer, mas após se esbarram, se conhecem de novo e acabam por se apaixonar novamente.

## Elenco
| Personagem      | Ator/Atriz         | Dubladores         |
| --------------- | ------------------ | ------------------ |
| Brady           | Ross Lynch         | Michel Di Fiori    |
| Mack (Mckenzie) | Maia Mitchell      | Kate Kelly         |
| Leila           | Grace Phipps       | Priscila Ferreira  |
| Tanner          | Garrett Clayton    | Charles Emmanuel   |
| Butchy          | John DeLuca        | Vagner Fagundes    |
| Cheechee        | Chrissie Fit       | Flávia Narciso     |
| Seacat          | Jordan Fisher      | Daniel Figueira    |
| Rascal          | Kent Boyd          | Robson Kumode      |
| Giggles         | Mollee Gray        | Michelle Giudice   |
| Lugnut          | William Loftis     | Thiago Longo       |
| Struts          | Jessica Lee Keller | Priscila Franco    |
| Alyssa          | Piper Curda        | Andressa Andreatto |
| Devon           | Raymond Cham Jr.   | Yuri Chesman       |

Créditos da Dublagem
- Estúdio: TV Group Digital Brasil (SP) / Visom Digital (RJ)
- Direção de dublagem: Yuri Chesman / Gutemberg Barros
- Tradução: Marco Aurélio Nunes

## Produção
Em 27 de abril de 2014, a sequência, Teen Beach 2, foi anunciada com estreia prevista para o verão de 2015 nos EUA e gravações marcada para Julho de 2014 em Porto Rico. Ross Lynch, Maia Mitchell, Grace Phipps, Garrett Clayton, e John DeLuca irão retomar seus papéis. O longa vai contar a história dos personagens de Wet Side Story depois da cena pós-créditos no primeiro filme, na qual eles são transportados para o mundo real. Teen Beach Movie 2 é a primeira sequência Disney Channel desde Camp Rock 2: The Final Jam em 2010.

## Recepção
Em sua estréia teve uma audiência de 5,82 milhões de espectadores, a maior audiência do Disney Channel desde a estréia de Teen Beach Movie em 2013. O filme recebeu 7,5 milhões de espectadores durante três dias e no total 13,3 milhões de espectadores incluindo reprises no fim de semana.

## Trilha Sonora
Teen Beach 2 (Original Motion Picture Soundtrack) foi lançado em 23 de junho de 2015 pela Walt Disney Records.
| N.º | Título                         | Artista(s)                                                                                          | Duração |  |
| 1.  | "Best Summer Ever"             | Ross Lynch, Maia Mitchell, Garrett Clayton, Grace Phipps, John DeLuca, Jordan Fisher & Chrissie Fit | 3:28    |  |
| 2.  | "On My Own"                    | Ross Lynch                                                                                          | 2:25    |  |
| 3.  | "Right Where I Wanna Be"       | Garrett Clayton & Grace Phipps                                                                      | 2:29    |  |
| 4.  | "Falling for Ya"               | Jordan Fisher & Chrissie Fit                                                                        | 2:04    |  |
| 5.  | "Wanna Be With You"            | Jordan Fisher                                                                                       | 2:51    |  |
| 6.  | "Twist Your Frown Upside Down" | Ross Lynch, Maia Mitchell, Garrett Clayton & Grace Phipps                                           | 2:58    |  |
| 7.  | "Silver Screen"                | Ross Lynch & Maia Mitchell                                                                          | 2:58    |  |
| 8.  | "Rescue Me"                    | Sabrina Carpenter                                                                                   | 2:34    |  |
| 9.  | "Gotta Be Me"                  | Ross Lynch, Maia Mitchell, Garrett Clayton, Grace Phipps, John DeLuca & Jordan Fisher               | 3:53    |  |
| 10. | "Meant to Be (Reprise 3)"      | Ross Lynch, Maia Mitchell, Garrett Clayton & Grace Phipps                                           | 1:55    |  |
| 11. | "That's How We Do"             | Ross Lynch, Maia Mitchell, Garrett Clayton & Grace Phipps                                           | 3:36    |  |
| 12. | "Starting Over"                | R5                                                                                                  | 2:55    |  |
| 15. | "Gotta Be Me"                  | Niclas Molinder, Joacim Persson, Johan Alkenäs & Charlie Mason                                      | 3:54    |  |

## Prêmios e Indicações
| Ano  | Premiação          | Categoria                                  | Nomeação      | Resultado |
| ---- | ------------------ | ------------------------------------------ | ------------- | --------- |
| 2015 | Teen Choice Awards | Choice Summer TV Star: Male                | Ross Lynch    | Indicado  |
| 2015 | Teen Choice Awards | Choice Summer TV Star: Female              | Maia Mitchell | Indicado  |
| 2015 | Teen Choice Awards | Choice Music: Song from a Movie or TV Show | Teen Beach 2  | Indicado  |

## Transmissão Mundial
| País                  | Canal          | Data de Estreia      | Título                  | Fonte(s) |
| --------------------- | -------------- | -------------------- | ----------------------- | -------- |
| Estados Unidos        | Disney Channel | 26 de junho de 2015  | Teen Beach 2            |          |
| Canadá                | Family Channel | 26 de junho de 2015  | Teen Beach 2            | [ 9 ]    |
| África do Sul         | Disney Channel | 26 de junho de 2015  | Teen Beach 2            | [ 10 ]   |
| Mundo árabe           | Disney Channel | 26 de junho de 2015  | Teen Beach 2            | [ 11 ]   |
| Itália                | Disney Channel | 27 de junho de 2015  | Teen Beach 2            | [ 12 ]   |
| Austrália             | Disney Channel | 27 de junho de 2015  | Teen Beach 2            | [ 13 ]   |
| Nova Zelândia         | Disney Channel | 27 de junho de 2015  | Teen Beach 2            | [ 13 ]   |
| Israel                | Disney Channel | 2 de julho de 2015   | חוף מהסרטים 2           | [ 14 ]   |
| Espanha               | Disney Channel | 3 de julho de 2015   | Teen Beach 2            | [ 15 ]   |
| Portugal              | Disney Channel | 4 de julho de 2015   | Teen Beach 2            |          |
| América Latina        | Disney Channel | 12 de julho de 2015  | Teen Beach 2            | [ 16 ]   |
| Brasil                | Disney Channel | 12 de julho de 2015  | Teen Beach 2            |          |
| Reino Unido · Irlanda | Disney Channel | 17 de julho de 2015  | Teen Beach 2            | [ 17 ]   |
| Polónia               | Disney Channel | 18 de julho de 2015  | Teen Beach 2            | [ 18 ]   |
| Hungria               | Disney Channel | 18 de julho de 2015  | Tengerparti tini mozi 2 | [ 19 ]   |
| Chéquia               | Disney Channel | 18 de julho de 2015  | Film Mých Snů 2         | [ 19 ]   |
| Roménia               | Disney Channel | 18 de julho de 2015  | Plaja Adolescentilor 2  | [ 20 ]   |
| Bulgária              | Disney Channel | 18 de julho de 2015  | Плажен тийн филм 2      | [ 21 ]   |
| Japão                 | Disney Channel | 25 de julho de 2015  | ティーン・ビーチ ２     | [ 22 ]   |
| Alemanha              | Disney Channel | 26 de julho de 2015  | Teen Beach 2            | [ 23 ]   |
| Países Baixos         | Disney Channel | 29 de agosto de 2015 | Teen Beach 2            | [ 24 ]   |
| Bélgica               | Disney Channel | 29 de agosto de 2015 | Teen Beach 2            | [ 24 ]   |